# Ингленд, Дейв
Дэ́вид И́нгленд (англ. David England, род. 30 декабря 1969, Охай, Калифорния) — американский каскадёр, актёр и бывший сноубордист. Более известен как одна из звёзд медиафраншизы «Чудаки».

## Карьера
Ингленд был профессиональным сноубордистом и появился в нескольких сноубордических видео Kingpin Productions, включая Bulletproof и Back in Black. Он был основателем сноубордического журнала Skintight Magazine. Одно время он работал полевым редактором журнала Snowboarder Magazine и был редактором журнала Blunt, родственного журнала о сноубординге и скейтбординге Big Brother. Ингленд также снимается в фильме «Шред» 2008 года с Томом Грином в главной роли. Фильм о школе сноубординга, которой руководит герой Ингленда, снимался на горнолыжном курорте Big White в Канаде.

### В «Чудаках»
Ингленд участвует в трюках и розыгрышах так же, как и остальные актеры, но он первый, кто участвует в чем-то, когда речь идет о фекальных массах. В комментариях к DVD «Придурки» Ингленд заявил, что он «первый в мире профессиональный говнюк», поскольку ему платят за испражнения на телевидении.

## Личная жизнь
Дэйв женат на Шоне Ингленд, у них двое совместных сыновей по имени Ван и Клайд. У него также есть двое детей от предыдущих отношений.
Ингленд — вегетарианец.
Во время подкаста Bathroom Break с бывшим участником «Чудаков» Крисом Раабом Дэйв заявил, что потерял одно из яичек после того, как получил двойную грыжу во время аварии на сноуборде в Новой Зеландии.